# Зебрдово
Зебрдово (пол. Zebrdowo, нім. Seubersdorf) — село в Польщі, у гміні Ґардея Квідзинського повіту Поморського воєводства.
Населення — 107 осіб (2011).
У 1975-1998 роках село належало до Ельблонзького воєводства.

## Демографія
Демографічна структура станом на 31 березня 2011 року:
|          | Загалом | Допрацездатний вік | Працездатний вік | Постпрацездатний вік |
| -------- | ------- | ------------------ | ---------------- | -------------------- |
| Чоловіки | 59      | 18                 | 38               | 3                    |
| Жінки    | 48      | 15                 | 26               | 7                    |
| Разом    | 107     | 33                 | 64               | 10                   |